# Norbert Denecke

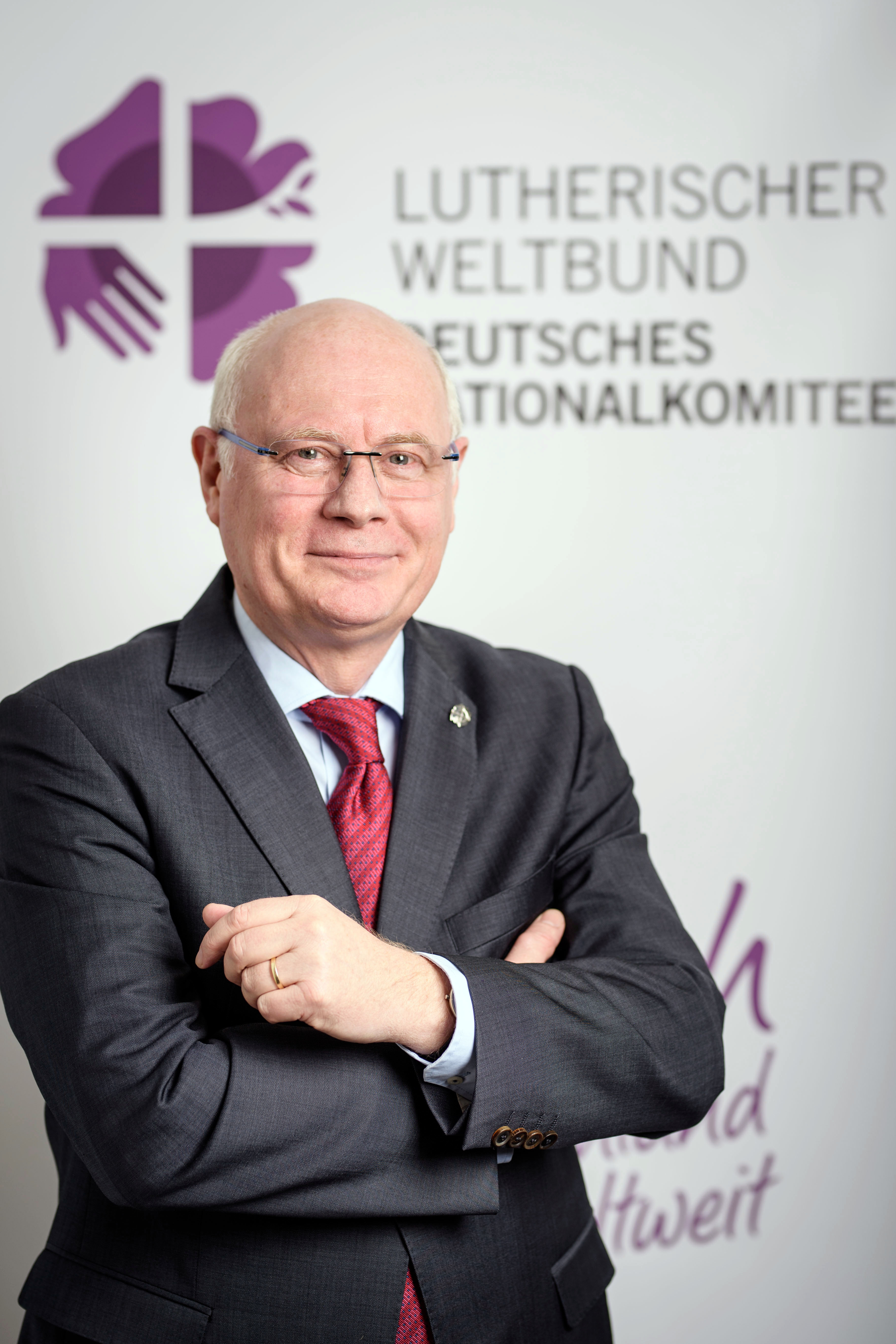
Norbert Denecke (2018)

Norbert Denecke (* 8. Juni 1958 in Braunschweig) ist ein deutscher evangelisch-lutherischer Theologe und ehemaliger Geschäftsführer des Deutschen Nationalkomitees des Lutherischen Weltbundes in Hannover (DNK/LWB).
Von der Kirchenleitung der Vereinigten Evangelisch-Lutherischen Deutschlands (VELKD) wurde er mit Wirkung zum 1. Februar 2004 zum Oberkirchenrat der VELKD berufen und mit Zustimmung des Deutschen Nationalkomitees mit der Aufgabe eines Geschäftsführers des Deutschen Nationalkomitees des Lutherischen Weltbundes betraut. Vom 1. Januar 2018 bis Sommer 2024 leitete er die Geschäftsstelle des selbständig gewordenen DNK/LWB in Hannover.

## Leben

### Kindheit, Studium und Vikariatszeit
Norbert Denecke wuchs in Braunschweig auf und legte dort sein Abitur ab. Das Studium der Evangelischen Theologie erfolgte in Bielefeld (Bethel), Hamburg, Rom und Göttingen. In Verbindung mit dem Studienaufenthalt an der Waldenserfakultät in Rom war Denecke auch als Assistent des Dekans der Ev.-luth. Kirche in Italien tätig. Die Vikariatszeit verbrachte Denecke in Cremlingen (Braunschweig), beim Landesbischof der Ev.-luth. Landeskirche in Braunschweig sowie in den ev.-luth. Gemeinden in Florenz und Venedig. In der Zeit des Italienaufenthalts war Denecke gleichzeitig als Stipendiat des Deutschen Nationalkomitees des Lutherischen Weltbundes (DNK/LWB) mit einer Beauftragung zur Förderung der ökumenischen Kontakte in den Regionen Toskana und Venetien versehen. Am 30. April 1989 wurde Denecke von Landesbischof Prof. Dr. Gerhard Müller in Wolfenbüttel ordiniert.

### Pfarrerdienst und Vizedekanat
Nach einem Dienst als Pfarrer der Martin-Luther-Gemeinde in Goslar-Oker übernahm Denecke 1995 das lutherische Pfarramt der Chiesa Cristiana Protestante di Milano. 1998 wurde er zum Vizedekan der Evangelisch-Lutherischen Kirche in Italien gewählt und mit der Aufgabe betraut, die Kontakte zur römisch-katholischen Kirche zu pflegen. So war Denecke im Kontext der Unterzeichnung der Gemeinsamen Erklärung zur Rechtfertigungslehre auch an den Gesprächen des Präsidenten des Lutherischen Weltbundes, Landesbischof Christian Krause, mit Papst Johannes Paul II. sowie mit den Kardinälen Cassidy, Kasper und Ratzinger beteiligt. Auf lokaler Ebene war Denecke Mitbegründer und Vorstandsmitglied des Rates der Christlichen Kirchen in Mailand.

### Oberkirchenrat und Geschäftsführer des DNK/LWB
Mit der Berufung zum Oberkirchenrat am 1. Februar 2004 wurde Denecke verantwortlich für die Zusammenarbeit mit dem Generalsekretariat des Lutherischen Weltbunds (LWB) in Genf, die Koordinierung der internationalen Beziehungen und insbesondere für die Pflege der Beziehungen zu den lutherischen Kirchen in Europa.  Auf Anregung von Denecke kam es 2008 zur Gründung des LWB-Zentrums in Wittenberg sowie zur Grundsteinlegung des ökumenischen Reformationsprojekts Luthergarten, das von Landschaftsarchitekt Andreas Kipar entwickelt wurde. 2016 konnte die Skulptur „Himmelskreuz“ im Luthergarten unter Beteiligung von Bundespräsident Joachim Gauck sowie des Präsidenten des LWB, Bischof Munib Younan, feierlich eingeweiht werden. Zum 31. Dezember 2017 wurde die organisatorische und personelle Verflechtung zwischen der VELKD und dem DNK/LWB beendet. Seit dem 1. Januar 2018 leitete Denecke die Geschäftsstelle des selbständig gewordenen DNK/LWB in Hannover. Durch Verträge und Vereinbarungen bleiben die engen Arbeitsbeziehungen zur VELKD und zur Evangelischen Kirche in Deutschland erhalten. Im Sommer 2024 trat Denecke in den Ruhestand.

### Sonstige Ämter
Denecke ist Ratgeber für den Rat des LWB und dessen Finanzausschuss sowie Mitglied diverser Vorstände und Kuratorien kirchlicher Einrichtungen in Deutschland. Seit dem 18. Oktober 2021 ist er Vorsitzender der Evangelischen Partnerhilfe e.V.

## Persönliches
Denecke ist mit Carmen Veith-Denecke verheiratet. Das Ehepaar hat einen Sohn.

## Veröffentlichungen
- Mit Udo Hahn: Lutherisch in Deutschland. Evangelisch – ökumenisch – weltoffen. Evangelische Verlagsanstalt. Leipzig 2010, ISBN 978-3-374-02824-5
- Mit Carmen Veith-Denecke: Spurensuche: Die Gemeinden der Evangelisch-Lutherischen Kirche in Italien. Martin-Luther-Verlag, 1999, ISBN 3-87513-120-7
- Idee und Hintergrund des Luthergartens als lebendiges Denkmal, in: Das Himmelskreuz im Luthergarten, Engelage & Lieder, Düsseldorf 2018, ISBN 978-3-00-060991-6
- Das Erbe lebendig halten – Mantenere viva l’eredità, in: IN NEUEM LICHT – IN NUOVA LUCE. Hg.: Mario Broggi, Andreas Kipar, Henning Klüver: Mit Beiträgen von Marco Borsotti, Norbert Denecke, Caroline von Gayling, Andreas Kipar, Cornelia Möller. Selbstverlag Chiesa Cristiana Protestante Milano 2022, ISBN 979-12-200-9159-6
- Die Vollversammlungen des Lutherischen Weltbundes als Ausdruck seines Zeugnisses und Dienstes, in: Dienst an der Kirche durch Wort und Sakrament. Hg.: Werner Klän, Michael Schätzel. Edition Ruprecht, Göttingen 2023, ISBN 978-3-8469-0385-8 (Print), ISBN 978-3-8469-0386-5 (E-Book)